# Доброва при Дравограду
Доброва при Дравограду (на словенски: Dobrova pri Dravogradu) е село в Словения, Корошки регион, община Дравоград. Според Националната статистическа служба на Република Словения през 2015 г. селото има 163 жители.